# Чемпионат Боснии и Герцеговины по фигурному катанию
Чемпионат Боснии и Герцеговины по фигурному катанию (босн. , серб. и хорв. Prvenstvo Bosne i Hercegovine u umjetničkom klizanju / Првенство Босне и Херцеговине у умјетничком клизању)  — ежегодное соревнование по фигурному катанию среди фигуристов Боснии и Герцеговины.
Спортсмены соревнуются в мужском и женском одиночном катании.

## Медалисты

### Мужчины
| Медалисты в мужском одиночном катании | Медалисты в мужском одиночном катании | Медалисты в мужском одиночном катании | Медалисты в мужском одиночном катании | Медалисты в мужском одиночном катании |                           |
| ------------------------------------- | ------------------------------------- | ------------------------------------- | ------------------------------------- | ------------------------------------- | ------------------------- |
| Год                                   | Место проведения                      | Золото                                | Серебро                               | Бронза                                |                           |
| 2001                                  |                                       |                                       |                                       |                                       |                           |
| 2002                                  |                                       |                                       |                                       |                                       |                           |
| 2003                                  |                                       |                                       |                                       |                                       |                           |
| 2004                                  |                                       |                                       |                                       |                                       |                           |
| 2005                                  |                                       |                                       |                                       | Дамьян Остожич                        |                           |
| 2006                                  |                                       |                                       | Дамьян Остожич                        |                                       |                           |
| 2007                                  |                                       | Дамьян Остожич                        |                                       |                                       |                           |
| 2008                                  |                                       | Дамьян Остожич                        | Амель Бурекович                       | Айдин Арнаутович                      |                           |
| 2009                                  |                                       | Дамьян Остожич                        | Амель Бурекович                       | Не было других участников             |                           |
| 2010                                  |                                       | Дамьян Остожич                        | Амель Бурекович                       | Не было других участников             |                           |
| 2011                                  |                                       | Дамьян Остожич                        | Не было других участников             | Не было других участников             |                           |
| 2012                                  |                                       | Дамьян Остожич                        | Не было других участников             | Не было других участников             |                           |
| 2013                                  |                                       | Дамьян Остожич                        | Амель Бурекович                       | Не было других участников             |                           |
| 2014                                  |                                       | Не было участников                    | Не было участников                    | Не было участников                    | Не было участников        |
| 2015                                  |                                       | Амель Бурекович                       | Не было других участников             | Не было других участников             | Не было других участников |
| 2016                                  |                                       | Амель Бурекович                       | Не было других участников             | Не было других участников             | Не было других участников |
| 2017                                  |                                       | Не было участников                    | Не было участников                    | Не было участников                    | Не было участников        |

### Женщины
| Медалисты в женском одиночном катании | Медалисты в женском одиночном катании | Медалисты в женском одиночном катании | Медалисты в женском одиночном катании | Медалисты в женском одиночном катании |
| ------------------------------------- | ------------------------------------- | ------------------------------------- | ------------------------------------- | ------------------------------------- |
| Год                                   | Место проведения                      | Золото                                | Серебро                               | Бронза                                |
| 2001                                  |                                       | Наида Аксамия                         | Дарья Кордич                          | Селма Майдаревич                      |
| 2002                                  |                                       |                                       |                                       |                                       |
| 2003                                  |                                       |                                       |                                       |                                       |
| 2004                                  |                                       |                                       |                                       |                                       |
| 2005                                  |                                       | Нина Бейтс                            | Наида Аксамия                         | Лейла Шехич                           |
| 2006                                  |                                       |                                       |                                       |                                       |
| 2007                                  |                                       |                                       |                                       |                                       |
| 2008                                  |                                       | Наида Аксамия                         | Лейла Шехич                           | Неира Кисо                            |
| 2009                                  |                                       | Наида Аксамия                         | Алма Шехич                            | Неира Кисо                            |
| 2010                                  |                                       | Дарья Кордич                          | Арьяна Тирак                          | Наида Кисо                            |
| 2011—2015                             | Не было соревнований среди женщин     | Не было соревнований среди женщин     | Не было соревнований среди женщин     | Не было соревнований среди женщин     |
| 2016                                  |                                       | Арьяна Тирак                          | Не было других участников             | Не было других участников             |
| 2017                                  |                                       | Арьяна Тирак                          | Не было других участников             | Не было других участников             |